# Териер (ЗРК)
Конвеър RIM-2 „Териер“ (на английски: Convair RIM-2 Terrier) – американски корабен зенитно-ракетен комплекс. Първият в света зенитно-ракетен комплекс с морско базиране, приет на въоръжение. Разработен е като разклонение на програмата „Бъмбълби“ (Bumblebee) – създаването на далекобойния ЗРК RIM-8 Talos. На въоръжение във ВМС на САЩ е от 1956 до 1980-те години, свален от въоръжение и заменен със ЗУР семейство „Стандарт“. Стойността на една ракета е 40 хил. щ.д. по цени от 1958 г.

## Разработка
Разработката на корабни зенитно-ракетни комплекси за ВМС на САЩ започва в годините на Втората световна война. Още през 1944 г. започва разработката на зенитните управляеми ракети KAN-1 и Lark с радиокомандна система за насочване, предназначени за борба със заплахата от камикадзе. Нито една от тях не е приета на въоръжение, тъй като войната свършва и флотът вече не се нуждае от незабавното приемане на въоръжение на сравнително остарелите дозвукови ракети. Работите над системата KAN са спрени през 1946 г., работите над системата Lark продължават до 1951 г., но след успешни изпитания ракетата е определена като морално остаряла.
Вместо отменената програма Lark флотът започва по-прогресивната програма „Бъмбълби“ за създаването на корабни зенитни управляеми ракети. В нейните рамки се разработва далекобойна ракета с насочване „по лъча“ на корабния радар – бъдещият RIM-8 Talos. В хода на разработката на проекта инженерите на ВМФ се сблъскват с малкото практически данни за динамиката на обектите, движещи се на свръхзвукови скорости. За събиране на информация и отработване на особеностите на системата за управление е разработен свръхзвуков апарат прототип под кодовото обозначение CTV-N-8 Bumblebee STV. За първи път изстрелян през 1948 г., този апарат представлява неголяма твърдогоривна ракета, използваща се за отработването на системите за управление.
През 1949 г., когато става ясно, че разработката на технически доста сложния ЗРК RIM-8 Talos се затяга, а програмата Lark вече е технически остаряла и не съответства на съвременните изисквания, специалистите на ВМФ предлагат като компромисно временно решение да разработят бойна ракета на базата на съществуващия изследователски апарат CTV-N-8 Bumblebee STV. Технически, прототипът вече има всички необходими свойства на бъдещата ракета и може да бъде доработен за доста кратки срокове.
Към създаването на комплекса фирмата „Convair“ пристъпва през 1949 г. (по-късно фирмата става филиал на корпорацията General Dynamics). Първите пускове на ракетата са проведени още през 1951 г., но поради необходимост от доработки на системата за насочване, ракетата е приета на въоръжение едва през 1956 г.

## Задействани структури
В разработката и производството на ракетите „Териер“ са задействани следните структури:
| Първостепенни доставчици (частен сектор) - Сглобяването и изпитанията на ракетния комплекс, производството на ракетите, учебно-тренировъчното оборудване, пулта на системите за управление на ракетното въоръжение, транспортния контейнер и системата за монтаж (производство) – General Dynamics Corp., Convair Pomona Division, Помона, Калифорния; - Система за управление на огъня – Western Electric Co., Уинстън-Сейлъм, Северна Каролина; - Системен инжиниринг и интеграция, модификация на комплекса за нуждите на различните родове войски и видове въоръжени сили – Vitro Corporation, Силвър Спринг, Мериленд; Universal Match Corp., Armament Division, Сейнт Луис, Мисури; - Ракетна пускова установка, силови механизми – Northern Ordnance, Inc., Минеаполис, Минесота; - Ускорителни и маршеви ракетни двигатели – Atlantic Research Corp., Александрия, Вирджиния; Cameron Iron Works, Хюстън, Тексас; Hicks Corp., Ашвил, Северна Каролина; - Бесконтактен датчик за целта, блок за регулиране на захранването – Sperry Rand Corp., Sperry Farragut Division, Бристол, Тенеси; - Бордова апаратура за насочване – Sperry Rand, Ford Instrument Division, Лонг Айлънд Сити, Ню Йорк; - Радиолокационна станция за насочване на ракетите – Sperry Rand Corp., Sperry-Gyroscope Division, Грейт Нек, Лонг Айлънд, Ню Йорк; Шаблон:Нп5, Гардън Сити, Ню Йорк; - Взрывател, електромеханични механизми за управление на бойната част, часовников механизъм, предпазител/превключвач на взривателя в бойно положение (разработка) – Bulova Watch Company, Research & Development Laboratories, Industrial and Military Products Division, Уудсайд, Куинс, Ню Йорк; - Взривател и предпазител (производство) – United Aircraft Corp., Hamilton Standard Division, Уиндзор Локс, Кънектикът; - Набор метални детайли за бойната част (производство) – G. W. Galloway, Co., Монровия, Калифорния; - Набор инструменти за техническо обслужване – Weston Instrument, Inc., Weston Instrument & Electronics, Арчбалд, Пенсилвания; Magnavox Corp., Форт Уейн, Индиана; | - Автоматично зареждащо устройство – American Machine & Foundry Co., Йорк, Пенсилвания; Baker-Raulang Co., Кливланд, Охайо; - Радиотелеметрична апаратура (производство) – Aircraft Armaments Incorporated, Кокисвил, Мериленд; - Контролно-проверовъчна апаратура – Hycon Manufacturing Co., Монровия, Калифорния; Boeing Aircraft Co., Сиатъл, Вашингтон. Първостепенни доставчици (държавен сектор) - Набор метални детайли за бойната част и двигателя, транспортен контейнер и системата за монтаж (разработка), товарно-разтоварно оборудване (разработка) – Naval Ordnance Station Louisville Главно управление по въоръженията на ВМС на САЩ, Луисвил, Кентъки; - Ракетно гориво, снаряжаване на ускорителния и маршевия двигатели – Индианхедски завод за боеприпаси на ВМС на САЩ, Индиан Хед, Мериленд; - Взривател и предпазител (разработка) – Мейконски оръжеен завод на ВМС на САЩ, Мейкън, Джорджия; - Радиотелеметрична апаратура (разработка) – Naval Air Warfare Center, Indianapolis в Индианаполис, Индиана. Подизпълнители (частен сектор) - Система механизми на рулевите повърхности на ракетата – American Electronics, Inc., Фулъртън, Калифорния; - Жироскоп – United States Time Corp., Уотърбъри, Кънектикът; - Барутен акумулатор на налягането – Amoco Chemicals Corp., Сеймур, Индиана; - Главен обтекател – Corning Glass Works, Корнинг, Ню Йорк; - Термоелектрогенератор, редуктор на налягането, хидравлична помпа – Thompson Ramo Wooldridge, Inc., Кливланд, Охайо; - Смесителен блок, жигльори – Herous, Монреал, Квебек; - Антенна на канала за визиране на целите – RANTEC Corp., Калабасас, Калифорния; - Система за самоликвидация – Belock Instrument Corp., Колидж Пойнт, Куинс, Ню Йорк. |

## Конструкция
Ракетата „Териер“ е двустепенна ракета, работеща с твърдо гориво. Дължината на първите версии на „Териер“ съставлява 8,25 м, последващите модификации са малко по-къси. Диаметърът на всички варианти на ракетата е еднакъв – 0,34 м.
Насочването на ракетата се осъществява „по лъча“ на РЛС („оседлан лъч“), т.нар. „метод на трите точки“. Ракетата се движи надлъжно по линията, описвана от тесния въртящ се лъч на радара, насочен към разчетната точка на прихващане. За насочването на ракетата се използва бордовата РЛС AN/SPG-55.
Насочването „по лъч“, макар и да е достатъчно точно на средни дистанции и малко влияещо се от средствата за РЕБ, има редица недостатъци: основният е невъзможността да се използва по нисколетящи цели заради отразяването на въртящия се лъч от повърхността. По-късните версии на ракетата използват полуактивно насочване, при това подсветката на целите се осигурява със същия радар AN/SPG-55.
Управлението на ракетата в полет първоначално се осъществява с помощта на подвижни крила. Това решение се оказва неудобно и е използвано само в първите два модела, получили обозначението SAM-N-7 BW (на английски: Beam-Riding, Wing-controlled). Последващите модификации на ракетата имат неподвижни крила и поместени на опашната част рули. Те се обозначават като SAM-N-7 BT (на английски: Beam-Riding, Tail-controlled).
В качеството на бойна част ракетата носи 100-кг (218-фунтов) осколочно-фугасен заряд. Последващите модификации имат пръчковидни бойни части, които се смятат за по-ефективни за поразяване на самолети и крилати ракети. През 1957 г. е създадена и версията на ракетата BT-3A(N), носеща ядрен заряд W-45-0 с мощност около един килотон. Ракетите с ядрени БЧ са предназначени за ефективно поразяване на звена бомбардировачи и торпедоносци и прихващане на високоскоростни противокорабни ракети, например Х-22.
Всичко от 1956 до 1966 г. са произведени около 8000 ракети от всички модификации.

## Модификации
Първата версия на ракетата, изпитана и приета на въоръжение през 1956 г., има обозначението SAM-N-7 BW-0 и по същество си остава опитен образец. На бойни кораби тя никога не е поставяна, тъй като към момента на влизането в строй на първите кораби с УРО вече е готова новата модификация на ракетата – SAM-N-7 BW-1. Основно тя се отличава с опростена конструкция, разчетана за трудните условия за производство в ситуация на тотална война. Двата варианта ЗУР са способни да поразяват въздушни цели, летящи само на дозвукови скорости.
Ракетата SAM-N-7 BT-3 е съществено подобрена модификация. Тя има управляващи плоскости на опашния отсек и нов маршев двигател, който позволява на ракетата да развива много по-голяма скорост на полета и уверено да поразява свръхзвукови цели. Далечината на полет на ракетата и нейният таван също се увеличават.
Към 1957 г. са готови още две модификации на ракетата: SAM-N-7 BT-3A и SAM-N-7 BT-3(N), имащи подобрени характеристики (в т.ч. намалена до 300 метра минимална височина на поразяване на целта). Ракетите SAM-N-7 BT-3A са първите „Териери“, които имат ограничена възможност за нанасяне на удар по наземни и надводни цели. Версиите се различават само с наличието в SAM-N-7 BT-3(N) на ядрена БЧ.
Вариантът на ракетата SAM-N-7 HT-3 е първият, разчитан за използване с полуактивно насочване, което съществено подобрява възможностите за използването на ракетата по нисколетящи цели.
Последната версия на ракетата се появява след 1963 г. и съгласно изменената междувременно система за обозначение има само трибуквеният код RIM-3F. Това е подобрена версия на RIM-2E, имаща разширена далечина на полета.
| Старо обозначение (до 1963 г.) | Ново обозначение (от 1963 г.) | Насочване   | Управление      | Скорост                 | Далечина, мин-макс | Височина на използване, мин-макс | Бойна част        |
| ------------------------------ | ----------------------------- | ----------- | --------------- | ----------------------- | ------------------ | -------------------------------- | ----------------- |
| SAM-N-7 BW-0                   | RIM-2A                        | По лъч      | Крила           | 1,8 М (дозвукови цели)  | 4,5 – 18,28 км     | 1200 – 12000 м                   | Осколочно-фугасна |
| SAM-N-7 BW-1                   | RIM-2B                        | По лъч      | Крила           | 1,8 М (дозвукови цели)  | 4,5 – 18,28 км     | 1200 – 12000 м                   | Осколочно-фугасна |
| SAM-N-7 BT-3                   | RIM-2C                        | По лъч      | Опашно оперение | 3 М (свръхзвукови цели) | 4,5 – 24,28 км     | 1200 – 12000 м                   | Осколочно-фугасна |
| SAM-N-7 BT-3A                  | RIM-2D                        | По лъч      | Опашно оперение | 3 М (свръхзвукови цели) | 4,5 – 36,5 км      | 300 – 24000 м                    | Пръти             |
| SAM-N-7 BT-3A(N)               | RIM-2D                        | По лъч      | Опашно оперение | 3 М (свръхзвукови цели) | 4,5 – 36,5 км      | 300 – 24000 м                    | Ядрена, 1 кт      |
| SAM-N-7 HT-3                   | RIM-2E                        | Полуактивно | Опашно оперение | 3 М (свръхзвукови цели) | 4,5 – 36,5 км      | 300 – 24000 м                    | Пръти             |
| Отсъства                       | RIM-2F                        | Полуактивно | Опашно оперение | 3 М (свръхзвукови цели) | 4,5 – 75 км        | 300 – 24000 м                    | Пръти             |

Освен за стрелба по въздушни цели съществува също и възможността да се използва „Териер“ (започвайки от модела RIM-2E) по надводни цели в пределите на радиохоризонта. При това ракетата се насочва по лъча на радара, отразен от надстройките на кораба цел. Поради неголямата маса и осколъчно-фугасната БЧ ракетата в конвенционалния си вариант може да бъде ефективна само против небронирани кораби, но в ядрения вариант може да порази всеки надводен кораб в радиуса си на действие.
Последващото развитие на линията на ракетата е прекъснато от появата на ракетите от серията SM-1.

## Кораби – носители на комплекса
Между 1956 и 1971 г., ракетата е основното зенитно средство със среден радиус на действие на ред кораби на САЩ и съюзните по НАТО флотове:
- Два преоборудовани тежки крайцера от типа „Бостън“ – две ПУ Mk 4
- Три преоборудовани леки крайцера от типа „Провидънс“ – една ПУ Mk 4
- Атомният ракетен крайцер USS Long Beach (CGN-9) – две ПУ Mk 10
- 9 ракетни крайцера от типа „Лийхи“ и тяхната атомна версия USS Bainbridge (CGN-25) – по две ПУ Mk 10
- 9 ракетни крайцера от типа „Белнап“ и тяхната атомна версия USS Truxtun (CGN-35) – по една ПУ Mk 10
- 10 разрушителя от типа „Фарагут“/„Кунц“
- Два крайцера-вертолетоносача от типа „Андреа Дория“ – по една ПУ Mk 10
- Крайцерът-вертолетоносач от типа „Виторио Венето“ – по една ПУ Mk 10
- Лекият ракетен крайцер „Джузепе Гарибалди“ – по една ПУ Mk 4
- Лекият ракетен крайцер „Де Зевен Провинсен“ – по една ПУ Mk 4
- Трите първи самолетоносача от серията „Кити Хоук“ – ПУ са заменени с RIM-7 Sea Sparrow през 1965 г.

За пуск на ракетите се използват пусковите установки Mk 4 или Mk 10.
Пусковата установка Mk 4, разработена през 1952 г., тежи 127 тона и има вместимост на вертикалния подпалубен пълнител до 144 ракети. Скоростта на презареждане на пусковата установка съставлява приблизително 15 секунди на ракета (от тях 11 секунди са необходими, за да се разтворят ръчно съхраняващите се в сгънат вид стабилизатори), което позволява да се изстрелват средно по 4 ракети в минута с два залпа по две ракети.
Установката Mk 4 е оценена за неудобна за експлоатация поради вертикалното съхраняване на сравнително дългите ракети, което изисква задействането на голям вертикален обем в корпуса на кораба и не позволява да се постави установката на кораби, отстъпващи по размери на крайцерите.
Разработената по-късно ПУ Mk 10 има маса от 110 до 200 тона и хоризонтални подпалубни пълнители с различна вместимост. Ракетите са разположени на въртящи се барабани под палубата. На установката те се подават чрез стърчащата над палубата горна част на пълнителя, в който по таванни релси се премества окачен кран.
В базовата версия (Mk 10 Mod 1) се използва един въртящ се барабан за 20 ракети. Версия Mk 10 Mod 2 използва четири барабана с общ запас от 80 ракети. „Междинната“ версия Mk 10 Mod 7 има три барабана за 60 ракети и е поставяна само на италианския крайцер „Виторио Венето“.
След превъоръжаването на корабите на ВМФ на САЩ със ЗУР семейство „Стандарт“, пусковите установки Mk 10 се използват за носене на далекобойните ЗУР SM-1ER.

### Наземният „Териер“
Малкоизвестен факт се явява използването на ракетите RIM-2 в наземни пускови установки от корпуса на морската пехота на САЩ. Поради липсата през 1950-те на пригодни за полево използване зенитни ракети с наземно базиране, морската пехота на САЩ адаптира морските зенитни ракети. Пусковите установки се превозват на камиони, поставят се на земята преди стрелба и се презареждат от специално разработен автомобил носител. Експлоатацията им е кратка поради появата в началото на 1960-те на мобилния ЗРК MIM-23 Hawk.

## Аналози
На базата на ЗРК „Териер“ френският флот разработва аналогичен ЗРК „Masurca“

## Бойно използване
Комплексът „Териер-2“ се използва по времето на войната във Виетнам през 1972 г. от крайцерите тип „Белнап“ в хода на операциите при бреговете на ДРВ.
На 19 април крайцерът „Стерет“ и неговото съпровождение са подложени на атаката на два виетнамски изтребителя МиГ-17. За отразяването на атаката крайцерът за първи път задейства комплекса „Териер“ в бойна обстановка. Един от МиГовете, атакуващ разрушител на съпровождението, е прихванат от радарите на крайцера и е поразен с ракета. По-късно същия ден крайцерът прихваща с ракетите „Териер“ неидентифицирана въздушна цел, предположително опозната като ПКР П-15.

## Коментари
1. ↑  Няма достоверни сведения за използването на ПКР от какъвто и да е клас от виетнамците по време на войната.